# Cautano
Cautano là một đô thị ở tỉnh Benevento(until 1861 Province of Avellino) trong vùng Campania của Ý, có vị trí khoảng 75 km về phía đông bắc của Napoli và khoảng 13 km về phía tây của Benevento và khoảng 13 km về phía bắc của Montesarchio.. Tại thời điểm ngày 31 tháng 12 năm 2004, đô thị này có dân số 2.191 người và diện tích là 19,7 km².
Đô thị Cautano có các frazioni (đơn vị cấp dưới, chủ yếu là các làng) Cacciano, Sala, S.Giovanni, Prata, Loreto, Pantanelle, Trescine,Fornillo, và Maione.
Cautano giáp các đô thị: Campoli del Monte Taburno, Foglianise, Frasso Telesino, Tocco Caudio, Vitulano.